# Fabrizio Ronchetti

Fabrizio Santiago Ronchetti Amaral (Montevideo, Uruguay, 26 de junio de 1985), conocido deportivamente como Fabrizio Ronchetti (AFI: fa'βriθjo řont∫e'tti), es un exfutbolista y entrenador uruguayo de ascendencia italiana y nacionalizado italiano. Actualmente es asistente técnico de José Saturnino Cardozo en el Municipal Liberia de Costa Rica. 
Comenzó su carrera profesional en el Club Atlético Juventud de Las Piedras, donde se mantuvo por dos años. A la edad de 20 años emigró a Italia para jugar con la Unione Sportiva Adriese de la Serie D. Una temporada más tarde, en 2008, fue fichado por La Luz Fútbol Club. Su carácter y capacidad goleadora lo llevaron, tras apenas un año, a ser transferido a la Universidad de Las Palmas de Gran Canaria. En esa misma temporada volvió a su país para continuar con su carrera, esta vez con el Plaza Colonia. Posteriormente participó en el Cerrito y fue parte del subcampeonato de Segunda División, correspondiente a la temporada 2010-11.
En 2012 sería fichado por el Suchitepéquez de Guatemala, donde marcó su debut en el fútbol centroamericano. En el equipo se haría rápidamente titular indiscutible, y llegando a uno de los puntos más altos de su carrera al concretar 14 goles. Un año después, regresó a Uruguay para disputar un torneo en Segunda División con el Cerrito hasta concluir el 2013.
Sus buenas referencias como delantero le valieron el pase al Municipal Pérez Zeledón, convirtiéndose en el refuerzo de los generaleños para el Campeonato de Verano 2014, de la Primera División de Costa Rica. En su primera competencia, conquistó el título que lo adjudicó como el máximo anotador, con 10 goles conseguidos. Seguidamente alcanzó la misma cantidad de anotaciones en el Invierno. Debido a su brillante actuación, fue fichado para el Club Sport Cartaginés, donde debutó en enero de 2015. En noviembre de ese año, ganó el Torneo de Copa con los blanquiazules. El 12 de mayo de 2016, firmó con el Deportivo Saprissa luego de quedar en condición de libre. Se hizo campeón de Invierno de la máxima división costarricense.

## Trayectoria

### C. A. Juventud de Las Piedras
El futbolista realizó sus categorías inferiores en el Club Atlético Juventud de Las Piedras de su país, hasta llevar a cabo su debut como profesional el 5 de marzo de 2005, con tan solo 19 años. Tras sus buenas participaciones, a finales de 2006 tomó la decisión de salir a Italia para incorporarse al Unione Sportiva Adriese 1906 de la Serie D.

### U. S. Adriese 1906
Ronchetti tenía 20 años cuando fichó por el Adriese italiano. El motivo de su llegada se debió a la ascendencia por la nacionalidad de ese país, donde fue un desconocido tanto en el ambiente europeo como en sus referencias dadas por el club uruguayo que estuvo. Destacó su participación en la Serie D, ya que en cada partido ganó el apoyo de la afición local y el respaldo del cuerpo técnico y compañeros. Sin embargo, el 4 de mayo de 2008, el delantero fue protagonista de un polémico y violento incidente tras fracturar la mandíbula de un jugador rival llamado Michele Selleri, por medio de un fuerte puñetazo durante una gresca. Al término del encuentro, el afectado fue sometido de inmediato a una cirugía y no aceptó ningún tipo de disculpa de su agresor. Como consecuencia, los dirigentes organizadores de competiciones, entre ellos Alessandro Marangoni, declararon una sentencia de cinco años hacia el jugador, castigo que le impidió ingresar a los estadios de fútbol italianos en dicho plazo, y una inhabilitación por cuatro años para jugar en el país. El director general del Adriese, Sante Longato, defendió en todo momento la buena conducta de su jugador, al argumentar que «siempre ha sido un muchacho tranquilo y nunca ha sido expulsado». Mientras tanto, en su versión Ronchetti adujo que recibió amenazas de sus adversarios y por lo tanto actuó en defensa propia por el mal comportamiento de ellos. A pesar de la situación, el uruguayo se sintió privilegiado por la ciudad y la oportunidad de mostrarse, pero debió regresar a su país para continuar con su carrera a causa de la sentencia.

### La Luz F. C.
Después de regresar a Uruguay, el jugador firmó con La Luz de la Segunda División Amateur, a mediados de 2008. Alcanzó tres goles en la primera parte de la temporada. Tras constantes negociaciones, el atacante volvió a salir de su país para la incorporación a la Universidad de Las Palmas de Gran Canaria, de España.

### Universidad de Las Palmas C. F.
El 30 de enero de 2009, la Universidad de Las Palmas de Gran Canaria hizo oficial la presentación de los futbolistas Rubén Pulido y Fabrizio Ronchetti, además del uruguayo Martín Alagia, para cerrar el periodo de contrataciones del mercado de invierno. En esta liga, al delantero se le dificultó la adaptación al fútbol español, por el dinamismo y la transición hacia el estilo de juego. A base de esfuerzo logró mejorar y ganar un puesto importante en la plantilla. También adquirió la nacionalidad y anotó dos goles. Sin embargo, solamente estuvo seis meses debido a que los dirigentes del club manejaron de mala manera su continuidad, por lo que fue rescindido de su contrato.

### Plaza Colonia
Antes de comenzar la temporada, Ronchetti volvió a Uruguay para hacer posible su llegada al Club Plaza Colonia de Deportes. Participó en el Torneo de Apertura 2009 de Segunda División. Su único gol se llevó a cabo en la segunda fecha contra Rentistas en condición de visitante. El delantero concretó al minuto 75' en el empate de 1-1. Al término de las jornadas, su club se ubicó en el duodécimo lugar con 4 puntos.

### C.S. Cerrito
Fabrizio dio el salto a la máxima categoría del fútbol uruguayo por primera vez en su carrera. En esta oportunidad, el Club Sportivo Cerrito se hizo con los servicios del delantero. Debutó en la jornada 6 del Torneo de Clausura 2010, en la que su equipo hizo frente al Tacuarembó en condición de visitante. Ronchetti jugó 9 minutos en la derrota de 1-0. En total tuvo 8 apariciones y concretó tres goles, específicamente contra los conjuntos del Defensor Sporting, Central Español y el Nacional. Al finalizar la etapa de grupo, su club quedó ubicado en el decimocuarto puesto con 14 puntos. Con los resultados obtenidos en la temporada anterior y sumados a la actual, el Cerrito acabó relegado a la Segunda División.
Para la temporada 2010-11, el futbolista continuó vinculado con el equipo a pesar del descenso. En esta liga, los auriverdes consiguieron el segundo lugar de la tabla de posiciones con 41 puntos, adjudicándose subcampeón de la competencia y a su vez el regreso a la primera categoría.
Las oportunidades del jugador de mantener constancia en sus apariciones se vieron disminuidas. En el Torneo de Apertura 2011 solo tuvo tres partidos disputados y su conjunto quedó en el decimoquinto lugar de la tabla de posiciones. Por otra parte, en el Torneo de Clausura 2012 participó en dos partidos, de los cuales consiguió un gol. Los malos resultados en la temporada completa repercutieron de nuevo en el descenso.

### C.S.D. Suchitepéquez
A mediados de 2012 fue traspasado al Suchitepéquez de la Liga Nacional de Guatemala, significando tercer visita a otro país y la primera vez en el fútbol centroamericano. El futbolista declaró que fue una decisión difícil llegar al país, por la inseguridad que mostró y el poco conocimiento que tenía acerca del mismo. Debutó el 15 de julio en el juego correspondiente del Torneo de Apertura contra el Malacateco. Ronchetti fue titular y marcó un gol al minuto 40', pero el resultado acabó en derrota con goleada de 1-4. Al finalizar la fase de clasificación, el atacante contabilizó 9 goles, mientras que su equipo alcanzó la séptima posición con 28 puntos y el avance a la ronda eliminatoria. En los cuartos de final, su club enfrentó al Municipal, donde el marcador agregado fue de empate 4-4. El ganador se decidió por ventaja deportiva, la cual favoreció a su adversario.
Apareció como titular en la fecha 1 del Torneo de Clausura 2013, en la que los venados tuvieron como rival al Xelajú en el Estadio Carlos Salazar Hijo. Sus compañeros Adrián Apellaniz y Carlos Castillo anotaron para la victoria de 2-0. Su primer gol en la competencia se llevó a cabo el 2 de febrero sobre el Malacateco, en el triunfo de 3-1. En total marcó cinco goles y al término de la etapa clasificatoria, su conjunto obtuvo el cuarto lugar con 20 puntos. En los cuartos de final, su club finalizó con derrota ante Halcones con cifras globales de 4-2. A pesar de tener buena participación en la temporada, con 40 encuentros disputados y 14 goles conseguidos, Ronchetti fue rescindido de su contrato, al igual que a otros siete compañeros a causa de serios problemas económicos que arrastró el conjunto guatemalteco.

### C.S. Cerrito
Una vez que Fabrizio quedó en condición de agente libre, regresó a Uruguay y firmó otra vez con el Cerrito. Debutó el 12 de octubre de 2013, en la primera fecha del Campeonato de Segunda División contra el Boston River, en el Estadio Casto Martínez. El delantero fue titular los 90 minutos en el empate de 0-0. Solamente estuvo en la primera mitad de la temporada, donde acumuló un total de cinco encuentros realizados, en los cuales no consiguió un gol. Posteriormente, el Pérez Zeledón de Costa Rica le ofreció la posibilidad de jugar en ese país, propuesta que aceptó.

### Pérez Zeledón

#### Temporada 2013-2014

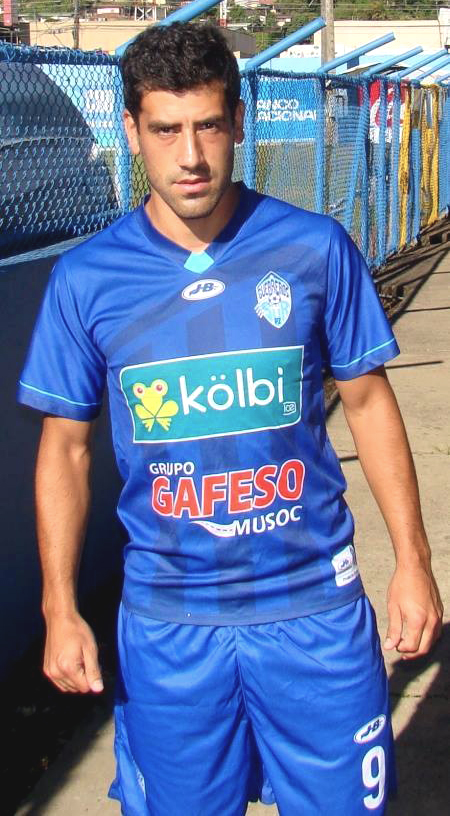
Ronchetti en su presentación con Pérez Zeledón a inicios de 2014.

En diciembre de 2013, César Eduardo Méndez, entrenador de Pérez Zeledón, acordó con Ronchetti para su contratación. La primera jornada del Campeonato de Verano 2014 fue el 12 de enero frente al Deportivo Saprissa. El delantero debutó como titular en territorio costarricense y anotó su primer gol al minuto 12'; finalmente, el resultado de 1-2 favoreció a la victoria de su equipo. El 19 de enero volvió a marcar un tanto, siendo esta vez ante la Universidad de Costa Rica; sin embargo, su club salió con una derrota de 2-1. Una semana después consiguió otra anotación contra Carmelita. Por diez jornadas consecutivas no pudo lograr el gol, mientras que su conjunto acumulaba resultados negativos. El 26 de marzo retomó su racha anotadora tras marcar frente a Limón. En cuatro fechas seguidas consiguió seis tantos, y en una de ellas terminó en triplete hacia Puntarenas. Con esto, los generaleños eludieron el descenso al alcanzar la novena posición de la tabla general. Al término de la competición, el atacante recibió el premio que lo adjudicó como el máximo goleador.

#### Temporada 2014-2015
El 12 de julio se inauguró la Copa Popular 2014, en la cual su equipo quedó ubicado en el grupo C con Cartaginés, AS Puma y Jacó Rays. Los resultados acabaron en derrota, empate y victoria, respectivamente. Fabrizio marcó un gol ante Jacó al minuto 44'. Posteriormente, los Guerreros del Sur no clasificaron a la siguiente instancia.
El 17 de agosto comenzó el Torneo de Invierno 2014, donde el delantero enfrentó la primera fecha ante la Universidad de Costa Rica en el Estadio Municipal; Ronchetti fue titular, marcó al minuto 80' y su equipo perdió con cifras de 2-3. El 23 de agosto volvió a anotar, de local contra Herediano y se desempeñó como el capitán. Al finalizar la competencia, el uruguayo hizo diez goles y su equipo llegó en el sexto puesto con 29 puntos.

### C.S. Cartaginés

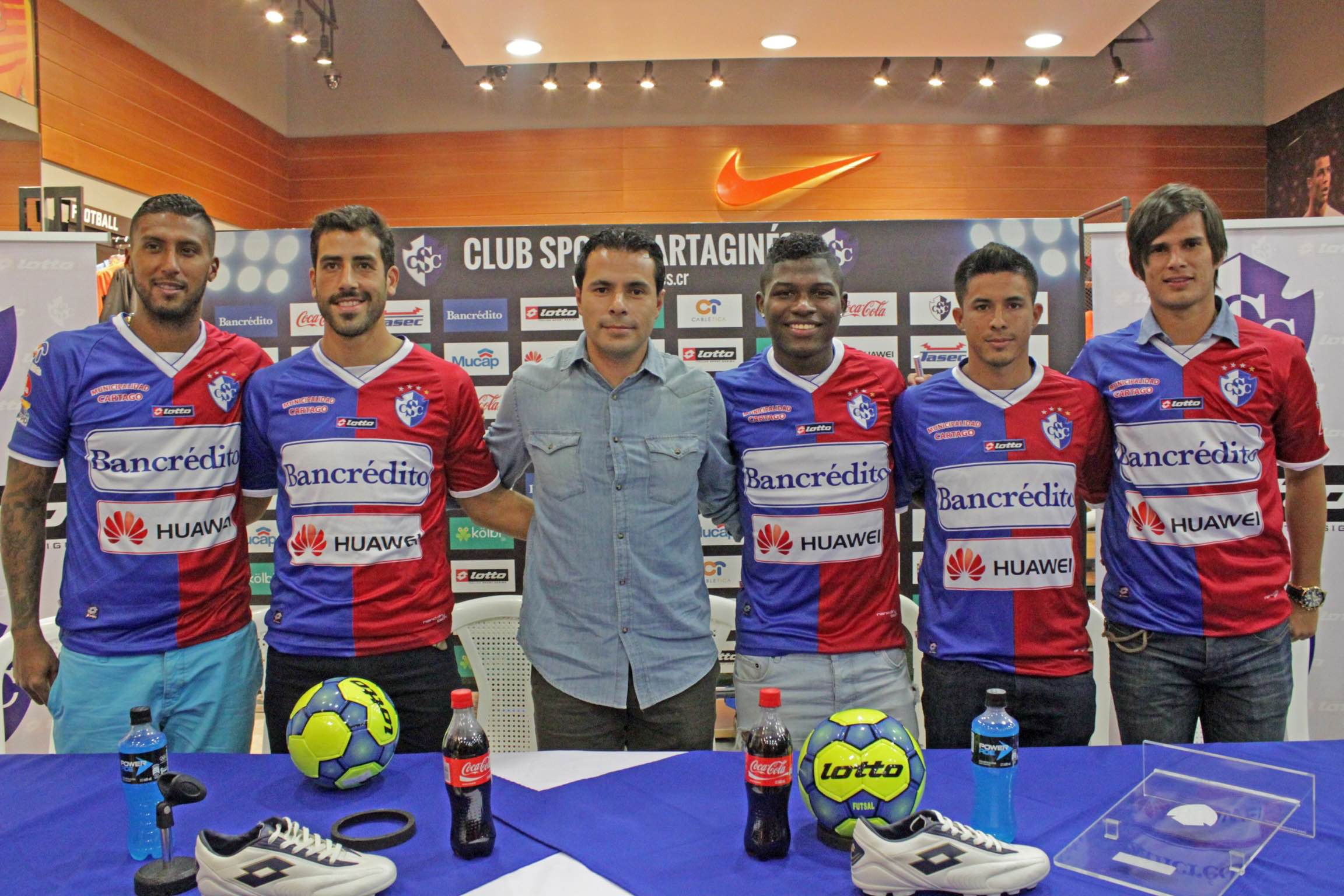
Fabrizio Ronchetti presentado en conferencia de prensa, junto con otros refuerzos en el Cartaginés, en enero de 2015.

Fabrizio Ronchetti firmó con el Club Sport Cartaginés el 14 de diciembre de 2014, por el periodo de un año y medio. Participó por primera vez como titular el 18 de enero, en la jornada 1 del Campeonato de Verano 2015 contra el Uruguay de Coronado, en el Estadio El Labrador. En los primeros segundos después de haber iniciado el juego, el delantero marcó su primer gol como blanquiazul y el definitivo para el triunfo. Por cuatro fechas consecutivas, Ronchetti no fue convocado debido a una ruptura de un ligamento. Regresó el 15 de febrero en el empate 2-2 ante Carmelita. Consiguió tres tantos más, frente a Alajuelense, Deportivo Saprissa y Limón. Al acabar la fase regular del torneo, su equipo obtuvo el séptimo puesto con 27 puntos.

#### Temporada 2015-2016
El Torneo de Copa 2015 comenzó el 6 de julio. Su conjunto disputó la primera fase ante Liberia en el Estadio Edgardo Baltodano; a pesar del 2-0 en contra, sus compañeros Alejandro Aguilar y Randall Brenes pudieron igualar las cifras en el marcador. El resultado de 2-2 prevaleció al final y el ganador se decidió en los lanzamientos de penal, la cual ganó su equipo 2-4. Seis días después se llevó a cabo la segunda etapa en el Estadio "Fello" Meza, esta vez contra el Uruguay de Coronado; el partido finalizó en victoria con goleada de 4-1. El 19 de julio se desarrolló la tercera fase frente a su exequipo, el Pérez Zeledón. Esta serie fue de visita recíproca; en la ida terminó 5-4 con derrota y la vuelta en empate 1-1, por lo que su club quedó momentáneamente eliminado. Según los resultados obtenidos, el Cartaginés avanzó a la siguiente instancia como mejor perdedor de la ronda. La jornada 1 del Campeonato de Invierno 2015 se efectuó el 2 de agosto; el conjunto brumoso hizo frente al encuentro inaugural ante Limón en el Estadio Juan Gobán. El atacante entró como sustitución por Aguilar al minuto 55', recibió tarjeta amarilla y el marcador terminó igualado a dos tantos. El 2 de septiembre fue la semifinal de ida por la copa contra los Guerreros del Sur; el triunfo 1-0 de local fue indispensable para continuar con las aspiraciones de su grupo. El 20 de septiembre, Fabrizio consiguió su primer doblete del torneo de liga tras marcarlo hacia Liberia. El 30 de septiembre fue el juego de vuelta, donde su equipo nuevamente obtuvo la victoria, esta vez con el marcador de 1-4, y clasificándose a la última fase. La final se disputó el 19 de noviembre contra el Herediano en el Estadio Nacional. El futbolista fue titular todo el cotejo, pero el empate 1-1 obligó a ambas escuadras a los penales. El primer tiro lo realizó él mismo, sin embargo, lo falló. El resultado de 3-1 terminó favoreciendo a su conjunto, por lo que se coronó campeón de copa nacional. Al finalizar la fase de clasificación del Invierno, el uruguayo logró siete goles, una asistencia y participación por 20 partidos, para un total de 1672 minutos. Por otra parte, el Cartaginés no pudo llegar a la ronda eliminatoria, debido a que obtuvo el quinto lugar.
El Torneo de Verano 2016 significó menos regularidad para el jugador por las numerosas veces que no fue convocado. Inicialmente, apareció como titular en la primera fecha frente a Limón; un gol en propia del rival le dio la victoria de 1-0 a su conjunto. En la competición marcó solamente dos tantos y su equipo volvió a quedar fuera de la zona de clasificación. El 28 de abril, se confirmó su salida del club por la no renovación de su contrato.

### Deportivo Saprissa

#### Temporada 2016-2017

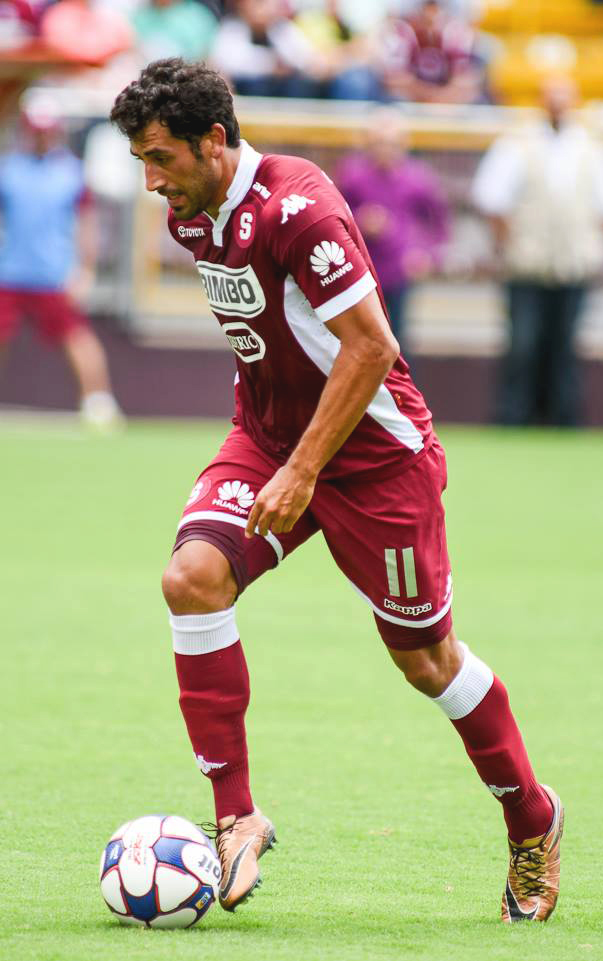
Ronchetti jugando para el Deportivo Saprissa el 24 de julio de 2016.

Después de permanecer dos semanas como agente libre, el Deportivo Saprissa lo fichó por un año y la firma se hizo oficial el 12 de mayo. Cinco días después, fue presentado en conferencia de prensa por el gerente deportivo Paulo Wanchope. Además, se le asignó la dorsal número «11». En la primera fecha del Campeonato de Invierno 2016, su equipo hizo frente al recién ascendido San Carlos, el 16 de julio en el Estadio Nacional. Sus compañeros Ulises Segura, David Guzmán y Rolando Blackburn anotaron, pero el empate de 3-3 prevaleció hasta el final del juego. Fabrizio no fue convocado debido a problemas con su permiso de trabajo. Debutó de forma oficial el 21 de julio, en el partido de la segunda jornada contra la Universidad de Costa Rica, en el Estadio "Coyella" Fonseca. El delantero marcó un doblete en los minutos 48' y 78', salió como variante por Blackburn y contribuyó en la victoria de 0-3. El 27 de julio enfrentó a su exequipo, el Cartaginés en el Estadio Ricardo Saprissa. Ronchetti tuvo una buena participación, pero fue sustituido por Anllel Porras al comienzo del segundo tiempo, a causa de un tirón. La igualdad sin goles definió el juego. El 18 de agosto se inauguró la Concacaf Liga de Campeones donde su equipo, en condición de local, tuvo como adversario al Dragón de El Salvador. El futbolista no fue tomado en consideración para este partido y el resultado culminó en triunfo con marcador abultado de 6-0. El 25 de agosto se desarrolló la segunda fecha de la competencia continental, de nuevo contra los salvadoreños, pero de visitante en el Estadio Cuscatlán. Tras los desaciertos de sus compañeros en acciones claras de gol, el resultado de 0-0 se vio reflejado al término de los 90 minutos. Tres días después se recuperó de su contractura muscular y regresó en el encuentro ante Pérez Zeledón. Su presencia en el ataque influyó positivamente para la consecución de dos goles a los minutos 45' y 50', los cuales marcaron la diferencia en las cifras finales de 4-0. El 11 de septiembre, en la visita al Estadio Edgardo Baltodano por la jornada 11 frente a Liberia, el delantero recibió una asistencia de Daniel Colindres para alcanzar un nuevo tanto al minuto 30'. El encuentro concluyó en victoria de 1-4. La tercera jornada del torneo del área se llevó a cabo el 14 de septiembre, en el Estadio Ricardo Saprissa contra el Portland Timbers de Estados Unidos. A pesar de que su club inició perdiendo desde el minuto 4', logró sobreponerse a la situación tras desplegar un sistema ofensivo. Ronchetti, por su parte, debutó por primera vez en este tipo de competencia. Al minuto 59', su compañero Mariano Torres le brindó un pase, para que el delantero posteriormente ejecutara un «caño» hacia un futbolista rival y sacar de la marcación a otro defensor junto al guardameta, esto para rematar y concretar su primer gol. Fabrizio fue reemplazado por Rolando Blackburn al minuto 78' y el resultado fue de triunfo 4-2. El 18 de septiembre, durante el encuentro contra San Carlos por campeonato nacional, el atacante sufrió una lesión muscular a los 15 minutos debido al deficiente estado de la gramilla del Estadio Carlos Ugalde, lo que tuvo como consecuencia la sustitución del jugador por el panameño Blackburn. Además, su racha goleadora terminó en este partido y su grupo salió derrotado con marcador de 2-0. El 19 de octubre se tramitó el último encuentro de la fase de grupos, por segunda vez ante los estadounidenses, en el Providence Park de Portland, Oregon. El jugador no fue convocado, y el desenlace del compromiso finiquitó igualado a un tanto, dándole la clasificación de los morados a la etapa eliminatoria de la competencia. Después de 41 días inactivo, Ronchetti volvió el 29 de octubre en el clásico contra Alajuelense, tras ingresar como relevo por Rolando Blackburn al minuto 62'. Sin embargo, debió ser sustituido por Anllel Porras al 80' por una recaída muscular. El epílogo fue de victoria 2-0. En el vigésimo segundo partido de la primera fase de la liga nacional, su conjunto enfrentó a Liberia en el Estadio Ricardo Saprissa. El resultado de 3-1 aseguró el liderato para su grupo con 49 puntos, y además un cupo para la cuadrangular final. El 11 de diciembre fue la quinta presentación para los saprissistas en la última etapa del campeonato, teniendo al Santos de Guápiles como el contrincante en condición de local. El delantero emprendió en la titularidad, y se hizo con una anotación al minuto 58' en el triunfo de 2-0. Cuatro días después concretó un gol en la victoria de 2-0 sobre el Herediano, para dar el liderato a su equipo y así proclamarse campeón automáticamente. Con esto, los morados obtuvieron la estrella número «33» en su historia y Ronchetti logró el primer título de liga en su carrera. Estadísticamente, contabilizó 7 tantos en 11 apariciones, para un total de 649 minutos disputados.
Para el inicio del Campeonato de Verano 2017 que se llevó a cabo el 8 de enero, el equipo saprissista tuvo la visita al Estadio Carlos Ugalde, donde enfrentó a San Carlos. Por su parte, Fabrizio Ronchetti apareció como titular pero salió de relevo por Anllel Porras al minuto 68'. El marcador fue con derrota de 1-0. Su primer gol lo registró el 25 de enero, en la jornada 5 contra Limón. En esa oportunidad, el atacante concretó la anotación al minuto 9' y el resultado de 2-1 finiquitó con la victoria para los morados. Tres días posteriores, en la visita al Herediano, Ronchetti fue determinante al concretar un tanto de larga distancia al minuto 9', el cual sorprendió al guardameta rival Daniel Cambronero, en el empate 2-2. La reanudación de la Liga de Campeones de la Concacaf, en la etapa de ida de los cuartos de final, tuvo lugar el 21 de febrero, fecha en la que su club recibió al Pachuca de México en el Estadio Ricardo Saprissa. El atacante quedó descartado de la lista de convocados a causa de una lesión, y el trámite del encuentro se consumió en igualdad sin goles. El 28 de febrero fue el partido de vuelta del torneo continental, en el Estadio Hidalgo. Las cifras finales fueron de 4-0 a favor de los Tuzos. El 12 de abril, en el áspero partido contra Pérez Zeledón en el Estadio Ricardo Saprissa, su club estuvo por debajo en el marcador por el gol del adversario en tan solo cuatro minutos después de haber iniciado el segundo tiempo. El bloque defensivo de los generaleños le cerró los espacios a los morados para desplegar el sistema ofensivo del entrenador Carlos Watson, pero al minuto 85', su compañero Daniel Colindres brindó un pase filtrado a Ronchetti para que este definiera con un remate de pierna izquierda. Con su tanto transitorio del empate 1-1, el jugador acabó una sequía de 74 días sin anotar, y poco antes de finalizada la etapa complementaria, el defensor Dave Myrie hizo el gol de la victoria 2-1. Con este resultado, los saprissistas aseguraron el liderato del torneo a falta de un compromiso de la fase de clasificación. Al comienzo de la segunda vuelta de la cuadrangular, el 7 de mayo como local ante Limón, Fabrizio marcó un gol al minuto 4', proveniente de un centro de Marvin Angulo. Diez más tarde, el delantero fue derribado dentro del área y él mismo se encargó de convertir el penal de la ventaja 2-0 momentánea. Poco después, sus compañeros Daniel Colindres y Julio Cascante hicieron las restantes anotaciones para el triunfo de 4-1. A causa de la derrota 1-2 de local ante el Santos de Guápiles, su equipo alcanzó el tercer puesto de esta fase y por lo tanto quedó instaurado en la última instancia al no haber obtenido nuevamente el primer sitio. El 17 de mayo se desarrolló el juego de ida de la final contra el Herediano, en el Estadio Rosabal Cordero. El atacante aguardó desde la suplencia en la pérdida de 3-0. Reapareció en la alineación estelar en el partido de vuelta del 21 de mayo en el Estadio Ricardo Saprissa. Al minuto 89' salió expulsado por una entrada por detrás a un rival y los acontecimientos que liquidaron el torneo fueron de fracaso con números de 0-2 para los oponentes, y un agregado de 0-5 en la serie global. Recibió una sanción de tres encuentros para la siguiente temporada. El 31 de mayo se confirmó su salida del equipo, debido a la no renovación contractual.

### C.S. Cartaginés
El 7 de junio de 2017, se confirmó el regreso de Ronchetti al Club Sport Cartaginés por una temporada. Fue presentado al día siguiente en conferencia de prensa por el entrenador Javier Delgado.
Su debut en el Torneo de Apertura 2017 se produjo hasta el 19 de agosto —luego de haber cumplido su suspensión de tres partidos— ante Carmelita en el Estadio "Coyella" Fonseca. El atacante entró de cambio por José Leiva al minuto 65' y su club terminó empatando 1-1. El 10 de septiembre, en el mismo escenario deportivo pero contra Guadalupe, Ronchetti vendría desde el banquillo para realizar su primer gol del certamen al minuto 87' y el que significó la victoria de 2-3 —remontando el marcador adverso de 2-0 con el que había desarrollado en la etapa complementaria—. Posteriormente, en la jornada 12 marcó un tanto en la igualdad 1-1 de local sobre la Universidad de Costa Rica. A pesar de tener seis meses más de vínculo con los blanquiazules, el 8 de noviembre firmó el finiquito de contrato para quedar libre. Sus razones se debieron a la falta de oportunidades en las convocatorias, así como de atrasos salariales de tres meses —inclusive no entrenaba con el equipo desde la semana anterior a su salida—. Fabrizio se marchó con doce participaciones y obtuvo un acumulado de 541 minutos de acción.

### Pérez Zeledón
El 2 de enero de 2018, se da el fichaje de Ronchetti por segunda ocasión al Pérez Zeledón. Con nulo protagonismo al contabilizar siete apariciones, sin anotar goles y con una expulsión por tarjeta roja directa, el futbolista fue separado del equipo el 19 de abril, luego de que este quedara eliminado de la opción de optar por un cupo a la cuadrangular. Fabrizio quedó fuera, al igual que sus compañeros Bryan López y Luis Miguel Valle.

### A. D. San Carlos
El 13 de junio de 2018, el delantero es contratado por San Carlos, equipo recién ascendido a la máxima categoría costarricense.

### Santos de Guápiles
El 24 de diciembre de 2018, Fabrizio fue presentado como refuerzo del Santos de Guápiles por un periodo inicial de seis meses, con alternativa a una extensión. Para el Torneo de Clausura 2019, el atacante únicamente disputó ocho compromisos en los que marcó dos goles. El 10 de mayo se confirma su salida del equipo.

### A. D. Carmelita
El 4 de julio de 2019, se hace oficial su fichaje para el equipo de Carmelita en la Segunda División, donde estaría vinculado por un periodo inicial de seis meses con alternativa a una ampliación.

### Aserrí F. C.
El 24 de septiembre de 2020, Ronchetti fue oficializado como nuevo refuerzo de Aserrí.

## Estadísticas

### Clubes como jugador
| Club                               | País       | Año         | Goles |
| ---------------------------------- | ---------- | ----------- | ----- |
| C. A. Juventud de Las Piedras      | Uruguay    | 2004 - 2006 | N.D.  |
| U. S. Adriese 1906                 | Italia     | 2006 - 2008 | N.D.  |
| La Luz F.C.                        | Uruguay    | 2008        | 3     |
| Universidad de Las Palmas C. F.    | España     | 2009        | 2     |
| Club Plaza Colonia                 | Uruguay    | 2009 - 2010 | 1     |
| C. S. Cerrito                      | Uruguay    | 2010 - 2012 | 3     |
| C. S. D. Suchitepéquez             | Guatemala  | 2012 - 2013 | 14    |
| C. S. Cerrito                      | Uruguay    | 2013        | 0     |
| Pérez Zeledón                      | Costa Rica | 2014        | 20    |
| C. S. Cartaginés                   | Costa Rica | 2015 - 2016 | 13    |
| Deportivo Saprissa                 | Costa Rica | 2016 - 2017 | 13    |
| C. S. Cartaginés                   | Costa Rica | 2017        | 2     |
| Pérez Zeledón                      | Costa Rica | 2018        | 0     |
| A. D. San Carlos                   | Costa Rica | 2018        | 1     |
| Santos de Guápiles                 | Costa Rica | 2019        | 2     |
| A. D. Carmelita                    | Costa Rica | 2019 - 2020 | 13    |
| Aserrí F. C.                       | Costa Rica | 2020        | N.D.  |
| Asociación Deportiva Barrio México | Costa Rica | 2021        | N.D.  |

### Clubes como asistente
| Club              | País       | Año         |
| ----------------- | ---------- | ----------- |
| Municipal Liberia | Costa Rica | 2021 - 2025 |

### Clubes como técnico
| Club              | País       | Año             |
| ----------------- | ---------- | --------------- |
| Municipal Liberia | Costa Rica | 2025 (interino) |

## Palmarés

### Campeonatos nacionales
| Título                 | Club               | País       | Año  |
| ---------------------- | ------------------ | ---------- | ---- |
| Torneo de Copa         | C. S. Cartaginés   | Costa Rica | 2015 |
| Campeonato de Invierno | Deportivo Saprissa | Costa Rica | 2016 |

### Galardones individuales
| Distinción                                                     | Año  |
| -------------------------------------------------------------- | ---- |
| Máximo anotador del Campeonato de Verano 2014                  | 2014 |
| Mejor extranjero de la temporada 2019-20 de la Liga de Ascenso | 2020 |